# 質子M型運載火箭
质子-M运载火箭（俄语：Протон-М，羅馬化：Proton-M，或称为质子-M/和风-M）俄罗斯质子号火箭家族中的最新型号。
质子-M与以前的质子号火箭相比作了许多改进。它使用了更先进的和风-M上面级，这种新上面级在1999年首次进行了飞行，当时前三级使用的是原有的质子-K箭体；这样组成的火箭被称为“质子-K/和风-M”或“质子-KM”。质子-KM可能只是代用品，因为不久就对火箭的前几级进行了改进，使用了与以前完全不同的箭体结构（可能主要是减轻了前三级的质量）。总共只有70%的技术是从以前的质子号中继承的。换用新箭体的火箭在2001年首次发射，将一颗银幕-M通信卫星送入轨道。这种火箭是目前俄罗斯从事国际商业发射服务的主力。
2007年俄罗斯又发展出了“质子-M增强型”火箭。

## 發射事故
2013年7月2日上午，在哈薩克斯坦拜科努爾航天發射場，俄羅斯一枚質子-M運載火箭在點火升空後不到一分鐘發生偏轉並衝向地面爆炸解體，整個過程被被拍下。
2014年5月16日，俄羅斯一攜帶“快車-AM4R”通信衛星的“質子-M”火箭由於意外情況未能進入預定軌道，並在大氣層中爆炸。
由於連續事故，後來的調查中，被披露出火箭製造商的腐敗現象，使用了次級的材料以至於發射多次失敗。

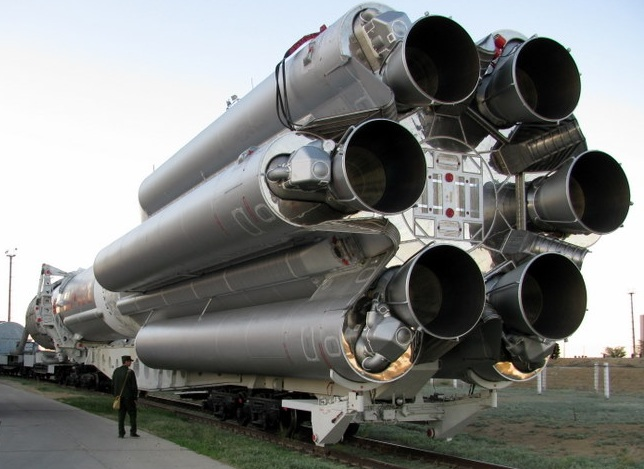
噴尾

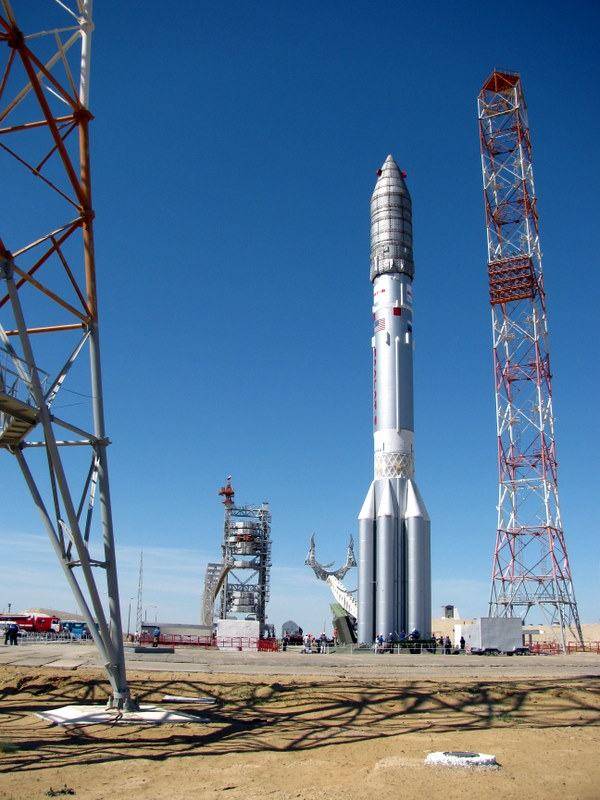
發射位狀態